# Otoček (Koper)
Otoček je umeten nenaseljen otoček v Koprskem zalivu, 8 metrov od obale Žusterna, tik pred Koprom. Pripada Sloveniji. 
Premer otočka je 10 metrov. Obdan je z skalami, na sredini otoka pa je pesek, kjer stoji manjša betonska plošča s cevmi. Otok je nastal leta 2021, služi pa predvsem kot valobran pred novonastalim prodnatim zalivčkom. Je edini slovenski morski otok, ki ni povezan z obalo (Otok Lucija Marine Portorož je z obalo povezan z mostičkom).    